# Tajikistan
Tajikistan (Phát âm: Tát-gi-ki-xtan, tiếng Tajik: Тоҷикистон), quốc hiệu chính thức là Cộng hòa Tajikistan (tiếng Tajik: Ҷумҳурии Тоҷикистон) là một quốc gia ở vùng Trung Á. Tajikistan giáp với Afghanistan về phía nam, Uzbekistan về phía tây, Kyrgyzstan về phía bắc và Trung Quốc về phía đông. Thủ đô của Tajikistan là Dushanbe và là thành phố lớn nhất. Trước khi Liên Xô tan rã, Tajikistan là một trong 15 nước cộng hòa của đất nước rộng nhất thế giới này, khi đó Tajikistan được gọi là Cộng hòa Xã hội chủ nghĩa Xô viết Tajikistan.

## Từ nguyên
Tajikistan có nghĩa "Vùng đất của người Tajik" trong tiếng Ba Tư. Một số người tin rằng cái tên Tajik là chỉ một khu vực địa lý của vương quốc (Taj) thuộc Pamir Knot, nhưng đây chỉ là một truyền thuyết dân gian. Từ "Tajik" đã được sử dụng để phân biệt người Iran với người Turk tại Trung Á, bắt đầu ngay từ thế kỷ thứ X. Có lẽ nó bắt nguồn từ "Taji," một trong những họ của những kẻ xâm lược Ả Rập-Hồi giáo trong thời kỳ cải đạo sang Đạo Hồi của Trung Á và sự sáp nhập nó vào vương quốc Hồi giáo. Chữ k thêm vào cuối cùng có thể cho mục đích hài âm trong câu cố định "Turk-o Tajik" ("Người Turk và người Tajik") mà trong lịch sử ngôn ngữ Ba Tư được coi là có tính thể hiện thành ngữ tương đương "tất cả mọi người".
Theo một số nguồn, cái tên Tajik (cũng được đánh vần là Tadjik, Tajik) chỉ một nhóm người được cho là một trong những hậu duệ trực tiếp và thuần chủng nhất của người Aryan cổ. Đất nước của họ được gọi là Aryana Vajeh và cái tên "Taa-jyaan" nguồn gốc của từ Tajik đã được đề cập trong The Avesta. Gathas của Zoroaster cũng hướng tới khán giả Aryan và có nhiều dẫn chứng đề cập tới cộng đồng này tại "ngôi nhà" của người Aryan.
Tajikistan thường được viết thành Tadjikistan hay Tadzhikistan trong tiếng Anh. Cách dịch thành Tadjikistan hay Tadzhikistan là từ tiếng Nga Таджикистан. (Trong tiếng Nga không có chữ j đơn để thể hiện âm vị /ʤ/ và дж, hay dzh, được dùng thay thế.) Tadzhikistan là kiểu đánh vần thường gặp nhất và được sử dụng rộng rãi trong tiếng Anh cũng xuất phát từ tiếng Nga. Tadjikistan là cách đánh vần trong tiếng Pháp cũng thỉnh thoảng xuất hiện trong các văn bản ngôn ngữ tiếng Anh. Trong ký tự Perso-Arabic, "Tajikistan" được viết là تاجیکستان.
Hiện có sự tranh cãi về thuật ngữ chính xác được sử dụng để xác định người dân Tajikistan. Từ Tajik từng là thuật ngữ được dùng từ lâu để miêu tả người dân Tajikistan và đã xuất hiện rộng rãi trong văn học. Nhưng nền chính trị kiểu sắc tộc tại Trung Á đã khiến Tajik trở thành một từ gây tranh cãi, bởi nó ngụ ý rằng Tajikistan chỉ là quốc gia của người Tajik chứ không phải của các sắc tộc Uzbek, Nga, vân vân. Tương tự, sắc tộc Tajik sống tại các quốc gia khác, như Trung Quốc, cũng khiến thuật ngữ này trở thành mơ hồ. Ngoài ra, người Pamiri tại Gorno-Badakhshan cũng đang tìm cách tạo lập một cộng đồng sắc tộc có đặc điểm khác biệt với người Tajik.

## Lịch sử

### Buổi đầu
Lãnh thổ hiện là Tajikistan từng nằm dưới sự cai quản của nhiều đế quốc trong suốt lịch sử, giai đoạn dài nhất là thuộc Đế chế Ba Tư. Trước Công nguyên, đây là một phần của Đế chế Bactria. Người Ả Rập đã đưa Đạo Hồi tới đây ở thế kỷ thứ VII của Công Nguyên. Đế chế Samanid Ba Tư đã thay thế người Ả Rập và xây dựng các thành phố Samarkand và Bukhara, sau này sẽ trở thành các trung tâm văn hoá của người Tajik (cả hai hiện đều thuộc Uzbekistan). Người Mông Cổ sau này kiểm soát một phần Trung Á, và cuối cùng là vùng đất ngày nay bao gồm cả Tajikistan trở thành một phần của tiểu vương quốc Ả Rập Bukhara. Một cộng đồng người Do Thái, nhỏ bị xua đuổi khỏi Trung Đông sau khi người Babylon chiếm nơi này, đã di cư tới đây và định cư từ khoảng năm 600 trước Công Nguyên, dù đa số người Do Thái ở đây là những người di cư tới Tajikistan trong thế kỷ XX.

### Sự hiện diện của người Nga
Trong thế kỷ XIX, Đế chế Nga bắt đầu mở rộng tới Trung Á trong Great Game, và nắm quyền kiểm soát Tajikistan. Sau khi Đế quốc Nga bị lật đổ năm 1917, những đội quân du kích xuất hiện khắp Trung Á, được gọi là basmachi tiến hành cuộc chiến tranh chống lại các đội quân Bolshevik trong một nỗ lực vô vọng nhằm duy trì độc lập. Người Bolsheviks giành chiến thắng sau cuộc chiến kéo dài bốn năm, trong đó các thánh đường Hồi giáo và các làng mạc bị đốt cháy và dân chúng bị đàn áp khốc liệt. Chính quyền Xô viết đã khởi động một chiến dịch thế tục hoá, các thánh đường Hồi giáo, nhà thờ, và thánh đường Do Thái bị đóng cửa.

### Tajikistan thời Xô viết
Năm 1924, nước Cộng hòa Xã hội chủ nghĩa Xô viết Tự trị Tajik được thành lập như một phần của Uzbekistan, nhưng vào năm 1929 nước Cộng hòa Xã hội chủ nghĩa Xô viết Tajikistan trở thành một nước cộng hòa lập hiến riêng biệt. Các thành phố với chủ yếu người Tajik như Samarkand và Bukhara vẫn thuộc nước Cộng hòa Xã hội chủ nghĩa Xô viết Uzbekistan. Tới cuối thập niên 1980 những người Tajik theo chủ nghĩa quốc gia đã lên tiếng yêu cầu được gia tăng quyền lực. Nhưng sự bất ổn thật sự chỉ diễn ra tại nước cộng hòa này từ năm 1990. Năm sau đó, Liên bang Xô viết sụp đổ, và Tajikistan tuyên bố độc lập.

### Độc lập
Quốc gia này hầu như ngay lập tức rơi vào một cuộc nội chiến với nhiều phe phái đánh lẫn nhau, các phe này thường thuộc các dòng họ khác nhau. Những người dân không theo Đạo Hồi, đặc biệt là người Nga và người Do Thái, đã bỏ chạy khỏi đất nước trong giai đoạn này, vì sự khủng bố, tình trạng nghèo đói gia tăng và các cơ hội kinh tế ở phương Tây cùng các nước cộng hòa khác thuộc Xô viết cũ. Emomali Rahmonov lên nắm quyền năm 1992, và tiếp tục cầm quyền tới ngày nay. Tuy nhiên, ông đã bị buộc tội thanh lọc sắc tộc chống lại các sắc tộc và nhóm người khác trong Nội chiến Tajikistan. Năm 1997, một thỏa thuận ngừng bắn giữa Rahmonov và các đảng đối lập (Liên minh Đối lập Tajik) được ký kết. Cuộc bầu cử hòa bình được tổ chức năm 1999, nhưng đã có những báo cáo của phe đối lập về tình trạng gian dối, và Rahmonov được tái cử nhờ hầu hết các phiếu vô danh. Quân đội Nga đã đồn trú ở phía nam Tajikistan, nhằm bảo vệ biên giới với Afghanistan, cho tới mùa hè năm 2005. Từ vụ khủng bố ngày 11 tháng 9, quân đội Hoa Kỳ và Pháp cũng đã đồn trú tại quốc gia này.

## Chính trị
Xem thêm: Nhân quyền Tajikistan
Hầu như ngay sau khi giành lại độc lập, Tajikistan rơi vào một cuộc nội chiến với nhiều phe phái, được cho là được Nga và Iran hậu thuẫn, đánh lẫn nhau. 25.000 trong số 400.000 người Nga, từng hầu hết làm việc trong lĩnh vực công nghiệp, đã bỏ chạy về Nga. Tới năm 1997, cuộc chiến giảm nhiệt, và một chính phủ trung ương bắt đầu hình thành, với những cuộc bầu cử hòa bình năm 1999.
"Những nhà quan sát có thời gian nghiên cứu Tajikistan lâu dài thường cho rằng quốc gia này có tình trạng đối nghịch sâu sắc và khó tiến hành cải cách, một đặc điểm chính trị tiêu cực là dấu vết của cuộc nội chiến phá hủy đất nước," Ilan Greenberg đã viết trong một bài báo trên tờ The New York Times ngay trước cuộc bầu cử tổng thống tháng 11 năm 2006 tại nước này.
Tajikistan chính thức là một nhà nước cộng hoà, và tổ chức các cuộc bầu cử Tổng thống và Nghị viện. Cuộc bầu cử gần đây nhất diễn ra năm 2005, và giống như tất cả các cuộc bầu cử trước đó, những nhà quan sát nước ngoài tin rằng có tình trạng gian dối, khiến các đảng chính trị đối lập lên tiếng phản đổi rằng Tổng thống Emomali Rahmon đã thao túng cuộc bầu cử.
Cuộc bầu cử ngày 6 tháng 11 năm 2006 đã bị các đảng chính trị đối lập "chính" tẩy chay, gồm cả Đảng Phục hưng Hồi giáo với 23.000 thành viên. Bốn đảng phản đối khác "all but endorsed the incumbent", Rakhmon.
Tới ngày nay Tajikistan là một trong số ít quốc gia tại Trung Á có phe đối lập hoạt động mạnh trong chính phủ. Tại Nghị viện, các nhóm đối lập thường xung đột với đảng cầm quyền, nhưng điều này không gây ra tình trạng bất ổn lớn.

## Phân chia hành chính
Tajikistan gồm 4 đơn vị hành chính: 2 tỉnh (viloyat) (Sughd và Khatlon), 1 tỉnh tự trị (Gorno-Badakhshan), và Vùng Lệ thuộc Cộng hoà (trước kia được gọi là Tỉnh Karotegin).
| Phân chia              | ISO 3166-2 | Thủ phủ      | Diện tích (km vuông) | Dân số (2000) | Key |
| ---------------------- | ---------- | ------------ | -------------------- | ------------- | --- |
| Sughd                  | TJ-SU      | Khujand      | 26.100               | 1.870.000     | 1   |
| Vùng Lệ thuộc Cộng hoà | TJ-RR      | Dushanbe     | 28.400               | 1.338.000     | 2   |
| Khatlon                | TJ-KT      | Qurghonteppa | 24.600               | 2.150.000     | 3   |
| Gorno-Badakhshan       | TJ-BG      | Khorugh      | 63.700               | 206.000       | 4   |

Mỗi vùng gồm nhiều quận (được gọi là "nohiya").

## Địa lý

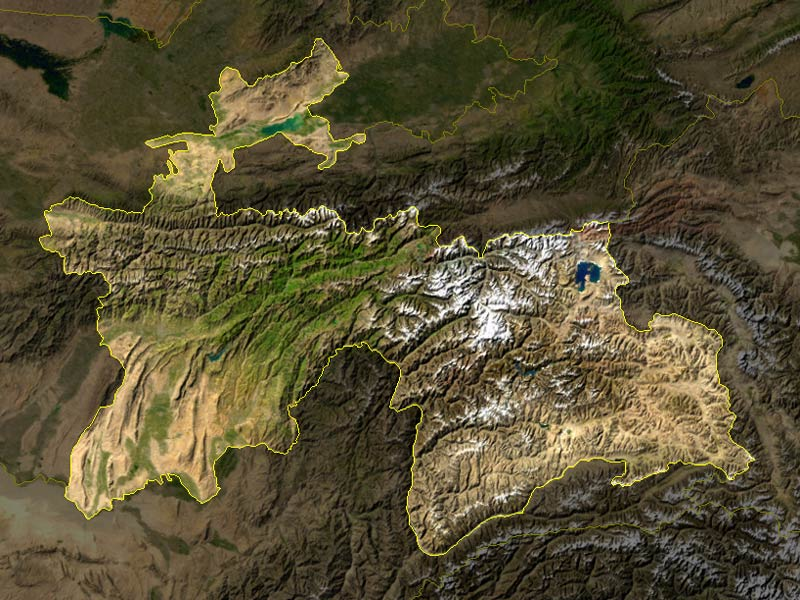
Hình vệ tinh Tajikistan

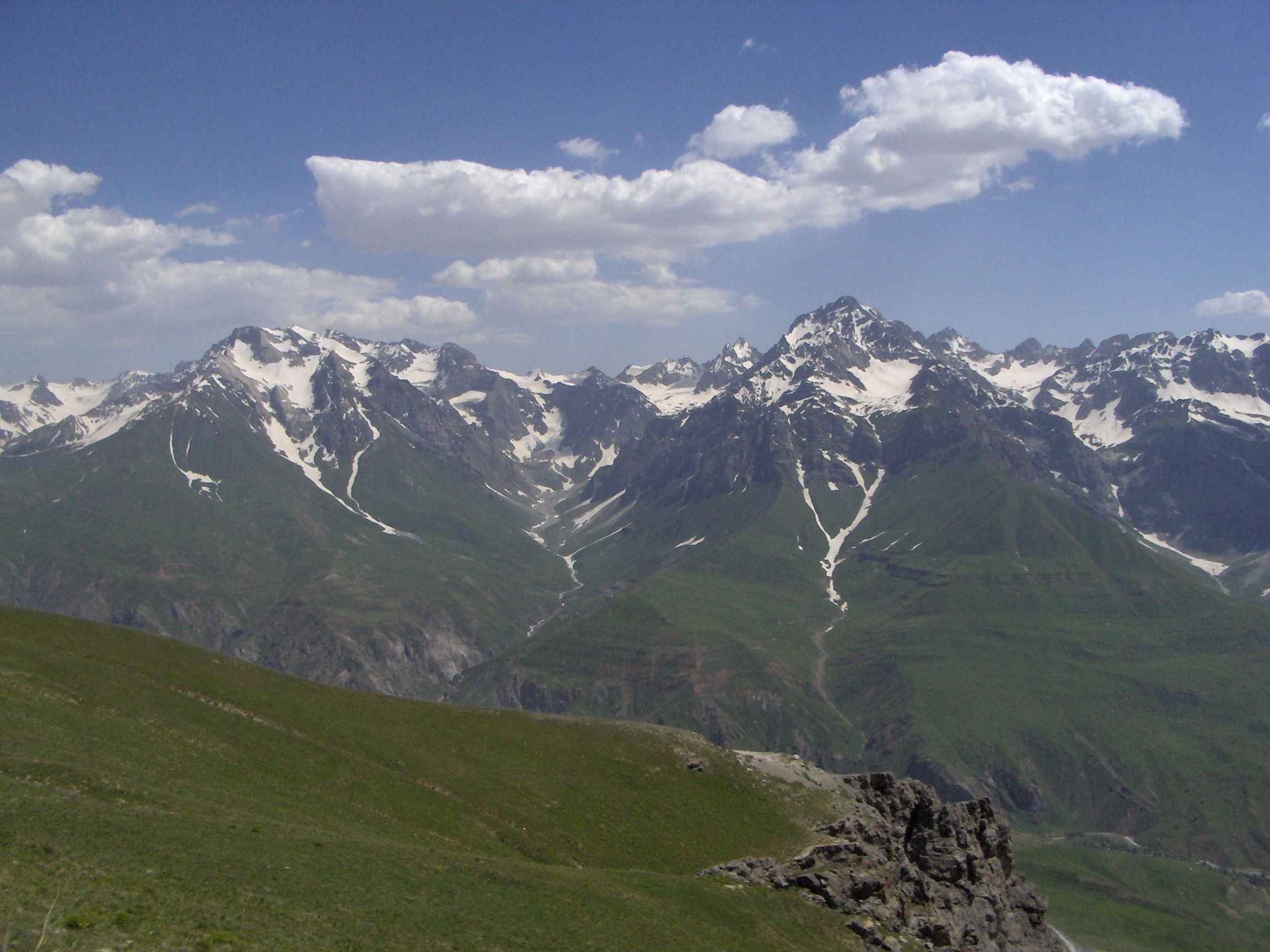
Núi Tajikistan

Tajikistan nằm kín trong lục địa, và là nước nhỏ nhất vùng Trung Á tính theo diện tích. Nước này có dãy Pamir, và hơn năm mươi phần trăm diện tích nằm ở độ cao trên 3.000 mét (khoảng 10.000 ft) trên mực nước biển. Các vùng đất thấp chính nằm ở phía bắc là một phần của Thung lũng Fergana, và ở phía nam các thung lũng Kafirnigan và Vakhsh hình thành nên Amu Darya và là nơi có lượng mưa cao hơn. Dushanbe nằm ở sườn phía nam trên thung lũng Kafirnigan.
Sông Amu Darya và Panj là biên giới với Afghanistan, và các dãy núi của Tajikistan là nguồn chính của các dòng sông đổ vào Biển Aral
Khoảng 1% diện tích lãnh thổ là các hồ:
- Kuli
- Obanbori Norak
- Qarokul
- Shorkul
- Yashilkul
- Zorkul

| Núi                                | Độ cao  | Độ cao    | Vị trí                                              | Vị trí |
| Đỉnh độc lập                       | 7.174 m | 23.537 ft | Biên giới phía bắc trong Dãy Xuyên Alay             |        |
| Đèo Kyzylart                       | 4.280 m | 14.042 ft | Biên giới phía bắc trong Dãy Xuyên Alay             |        |
| Đỉnh Ismoil Somoni Peak (cao nhất) | 7.495 m | 24.590 ft | North of the Tỉnh tự trị Gorno-Badakhshan           |        |
| Đỉnh Avicenna                      | 6.974 m | 22.881 ft | phía bắc Đỉnh Ismoil Somoni                         |        |
| Đỉnh Korzhenievski                 | 7.105 m | 23.310 ft | Tỉnh tự trị Gorno-Badakhshan                        |        |
| Qatorkuhi Akademiyai Fanho         | 6.785 m | 22.260 ft | Tỉnh tự trị Gorno-Badakhshan                        |        |
| Đỉnh Concord                       | 5.469 m | 17.943 ft | Biên giới phía nam trong chỏm bắc của Dãy Karakoram |        |
| Qullai Karl Marks                  | 6.726 m | 22.067 ft | Biên giới phía nam trong chỏm bắc của Dãy Karakoram |        |
| Qullai Mayakovskiy                 | 6.096 m | 20.000 ft | Dọc biên giới với Afghanistan.                      |        |

## Kinh tế
Vào năm 2019, gần 29% GDP của Tajikistan đến từ kiều hối (chủ yếu từ lao động Tajikistan đang làm việc tại Nga). Với nguồn thu ngoại tệ phụ thuộc lớn vào kiều hối từ lao động di cư ở nước ngoài cũng như xuất khẩu nhôm và bông, nền kinh tế Tajikistan dễ bị tổn thương trước các cú sốc từ bên ngoài. Trong năm tài chính 2000, trợ giúp quốc tế vẫn là nguồn tài chính chủ yếu cho các chương trình tái thiết để tái hòa nhập những chiến binh thời nội chiến vào nền kinh tế dân sự, giúp duy trì hòa bình. Hỗ trợ quốc tế cũng là khoản tiền cần thiết để giải quyết vấn đề do nạn hạn hán năm thứ hai liên tiếp dẫn tới tình trạng sụt giảm trong sản xuất lương thực. Ngày 21 tháng 8 năm 2001, Chữ thập đỏ Quốc tế thông báo rằng một nạn đói đang hoành hành tại Tajikistan, và kêu gọi sự trợ giúp quốc tế cho Tajikistan và Uzbekistan. Kinh tế Tajikistan đã tăng trưởng ổn định sau chiến tranh. Theo dữ liệu của Ngân hàng Thế giới, GDP của Tajikistan tăng trưởng ở mức trung bình 9.6% trong giai đoạn 2000-2004. Sự tăng trưởng này giúp cải thiện tình trạng của Tajikistan so với các quốc gia Trung Á khác (là Turkmenistan và Uzbekistan), những nước dường như đang trải qua quá trình suy giảm kinh tế. Tajikistan là một thành viên tích cực của Tổ chức Hợp tác Kinh tế (ECO). Tính đến năm 2016, GDP của Tajikistan đạt 6.612 USD, đứng thứ 146 thế giới, đứng thứ 40 châu Á và đứng thứ 4 Trung Á.
Một cây cầu mới giữa Afghanistan và Tajikistan đang được xây dựng sẽ giúp nước này có đường tiếp cận với những con đường thương mại với Nam Á. Tuyến đường này cũng giúp làm giảm giá nhiều loại hàng nhập khẩu, và khiến người dân Tajikistan dễ dàng hơn trong việc di chuyển tới các quốc gia Nam Á lân cận bằng đường bộ. Trước kia, chưa hề có một cây cầu nào giữa hai nước. Cây cầu này do Hoa Kỳ xây dựng.

### Buôn lậu thuốc phiện
Buôn lậu thuốc phiện là một nguồn thu nhập chính tại Tajikistan bởi nước này là điểm dừng chân quan trọng của ma tuý Afghanistan trên con đường tới Nga, và ở mức độ thấp hơn, là các thị trường Tây Âu; một số loài cây anh túc cũng đang được trồng trong phục vụ cho nhu cầu trong nước. Tajikistan đứng thứ ba thế giới về số lượng heroin và thuốc phiện nguyên liệu tịch thu được. Số tiền có được từ buôn lậu thuốc phiện đang làm băng hoại chính phủ quốc gia; theo một số chuyên gia những nhân vật quan trọng ở cả hai bên giới tuyến trong cuộc nội chiến và đang giữ những chức vụ quan trọng trong chính phủ sau thỏa thuận ngừng bắn hiện đều liên quan tới hoạt động buôn bán thuốc phiện.

## Nhân khẩu
Năm 2023, dân số Tajikistan ước tính là 10,389,799 người theo dữ liệu của Ngân hàng Thế giới. Người Tajiks nói tiếng Tajik là nhóm sắc tộc chính, dù cũng có một cộng đồng thiểu số Uzbeks đáng kể và một nhóm nhỏ người Nga, số lượng hai cộng đồng này đang giảm sút vì tình trạng di cư. Người Pamiri của Badakhshan được coi thuộc nhóm người Tajiks lớn hơn. Tương tự, ngôn ngữ chính thức của Tajikistan là tiếng Tajik, tuy nhiên tiếng Nga được sử dụng rộng rãi trong kinh doanh và trong hoạt động của chính phủ. Dù có tình trạng nghèo đói, Tajikistan có tỷ lệ người biết chữ cao, ước tính lên tới 98% dân số biết đọc viết. Đa số dân theo dòng Hồi giáo Sunni, dù một số lượng đáng kể tín đồ Hồi giáo Shi'a cũng tồn tại. Người Do Thái Bukharian đã sống tại Tajikistan từ thế kỷ thứ II trước Công nguyên, nhưng hiện tại chỉ vài người Do Thái còn ở lại nước này. Cũng có một nhóm nhỏ người Yaghnobi, họ từng sống tại các khu vực đồi núi Sughd Viloyat trong nhiều thế kỷ.
Bộ Lao động và An sinh xã hội Tajik thông báo rằng có 104.272 người tàn tật tại Tajikistan (2000). Nhóm người này bị ảnh hưởng nhiều nhất bởi tình trạng nghèo đói tại Tajikistan. Chính phủ Tajik và Ngân hàng Thế giới đang xem xét các chương trình hỗ trợ cho nhóm người này.

## Văn hoá
Về mặt lịch sử, người Tajik và người Ba Tư có tổ tiên rất giống nhau với một ngôn ngữ chung và liên quan tới như một phần của nhóm người Iran lớn hơn. Văn hoá Tajik có thể chia làm hai khu vực, Thành thị và Kuhiston (Cao nguyên). Các thị trấn nhỏ như Bukhara, Samarkand, Herat, Balkh và Nishopur Khiva hiện không còn là một phần quốc gia nữa. Các trung tâm gần đây hơn là Dushanbe (thủ đô), Khudjand, Kulob, Panjikent và Istarvshan.
Người Yaghnobi sống tại các khu vực núi non phía bắc Tajikistan. Con số người Yagnobians hiện ước tính khoảng 250.000 người. Những cuộc di cư cưỡng bách đã làm suy giảm số dân Yaghnobi. Họ nói tiếng Yaghnobi, có nguồn gốc từ ngôn ngữ Sogdian. 	 

## Tôn giáo
| Tôn giáo tại Tajikistan (2010) | Tôn giáo tại Tajikistan (2010) | Tôn giáo tại Tajikistan (2010) | Tôn giáo tại Tajikistan (2010) | Tôn giáo tại Tajikistan (2010) |
| ------------------------------ | ------------------------------ | ------------------------------ | ------------------------------ | ------------------------------ |
| Tôn giáo                       | Tôn giáo                       |                                | Tỷ lệ                          | Tỷ lệ                          |
| Hồi giáo                       | Hồi giáo                       |                                | 96.7%                          | 96.7%                          |
| Công giáo Roma                 | Công giáo Roma                 |                                | 1.6%                           | 1.6%                           |
| Vô thần                        | Vô thần                        |                                | 1.5%                           | 1.5%                           |
| Khác                           | Khác                           |                                | 0.2%                           | 0.2%                           |

Hồi giáo Sunni đã được công nhận là tôn giáo chính thức bởi chính phủ từ năm 2009. Tajikistan coi mình là một nhà nước thế tục với một Hiến pháp quy định quyền tự do tôn giáo. Chính phủ đã tuyên bố hai ngày lễ Hồi giáo, Eid al-Adha và Idi Qurbon, như ngày lễ nhà nước. Theo một báo cáo được Bộ Ngoại giao Mỹ phát hành năm 2009, 98% dân số theo Hồi giáo, (khoảng 95% người Hồi giáo Sunni và Shia 3%). 2% còn lại của dân số là tín đồ của Chính Thống giáo Nga, Tin Lành, Công giáo, Phật giáo và Hỏa giáo.